# سامسونگ گلکسی آ۲۰

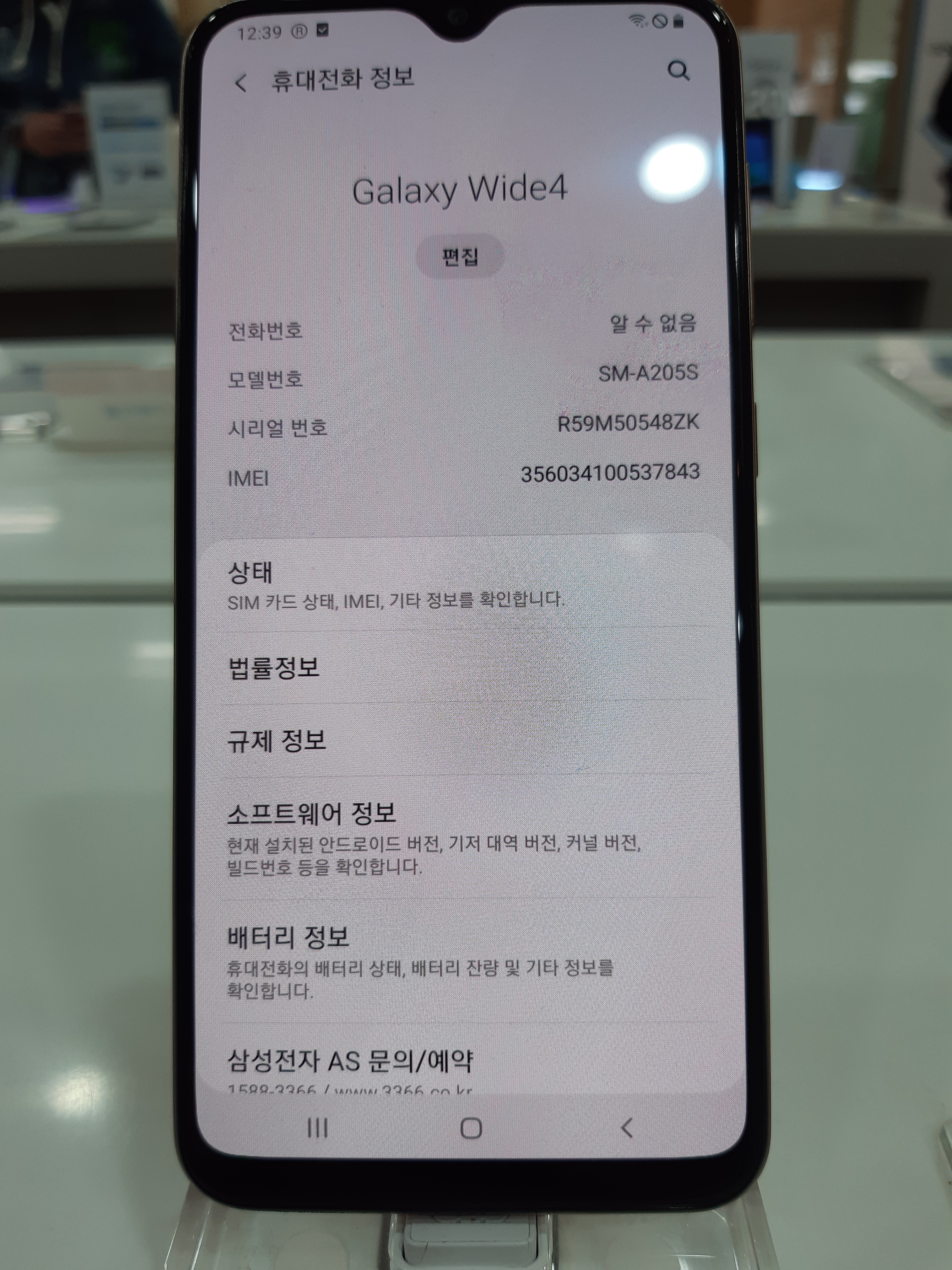
Samsung Galaxy A20

سامسونگ گلکسی ای۲۰ (به انگلیسی: Samsung Galaxy A20) یک گوشی هوشمند اندرویدی از سری گلکسی ای، محصولی از سامسونگ است که در آوریل ۲۰۱۹ معرفی شد. این گوشی با اندروید ۹ (پای), وان یوآی، ۳۲ گیگابایت حافظه داخلی و باتری ۴۰۰۰ میلی‌آمپر ارائه شد.